# 入口遺跡
入口遺跡（いりぐちいせき）は、長崎県平戸市平戸島北部中野地区の、標高40メートル程の河岸段丘上に立地する旧石器時代の遺跡である。日本列島における人類活動痕跡としては最古級の前期旧石器時代にまで遡る遺跡とする意見があり、議論が行われている。

## 概要
遺跡のある河岸段丘は、神曽根川の右岸に形成されたもので、川との比高は約15メートルほどであり、段丘の西端には高さ約8メートルの段丘崖がある。段丘状の開発に伴い1999年（平成11年）から2003年（平成15年）にかけて平戸市教育委員会によって緊急発掘調査が数カ所で実施された。
遺跡の基本層序は、
1. 第1層:黄褐色土
2. 第2層:明褐色粘土（暗色帯）
3. 第3層:黄色粘土
4. 第4層:赤色粘土（調査区によって砂質）
5. 第5層:段丘礫層
6. 基盤の安山岩層

となっている。第3層と第4層にはメノウの円礫を含む。
第2層上位から姶良Tn火山灰のガラスが検出されている。土壌中に含まれる鉱物をIRSL（赤外光ルミネッセンス法）年代は第3層下部が9万年前、第4層が10.3万年前と測定された。瑪瑙製の石器は第3層下部と第4層最上部から出土した。第4層最上位からメノウ礫3点が出土している。
2003年（平成15年）にC地点が発掘調査された。第3層下部からは、台形状剥片4点、嘴状石器1点、スクレイパー4点、ハンマー・ストーン2点、礫器1点、石核1点、剥片4点、砕片7点が出土したとされている。
日本列島では、約4万年前の後期旧石器時代よりも古い年代に遡る前・中期旧石器時代の遺跡や遺物（石器）の有無について、2000年（平成12年）の旧石器捏造事件発覚以降、2020年代に至るまで肯定派と否定派の間で議論が続いている。少なくとも現状では、4万年前以前とされる遺跡で、全ての旧石器時代研究者が肯定するものは存在しておらず、入口遺跡も議論の対象の中に含まれている。
2020年（令和2年）には、愛知学院大学教授の長井謙治が入口遺跡のA・C地点の3b層出土石器とされる礫を分析し、自然破砕により生じた可能性が高く、前期旧石器時代の石器とするには証拠不十分との見解を示している。